# Hugo van Gelderen
Hugo van Gelderen (1942– 14. listopadu 1995) byl nizozemský rozhlasový diskžokej, tiskový tajemník, rozhlasový ředitel v TROS Hilversum 3 a fotograf v agentuře Anefo.

## Životopis
V září 1974 byl jmenován do funkce rozhlasového ředitele TROS.
Van Gelderen byl také duchovním otcem Europarády, která začala v den Nanebevstoupení Páně 1976. Do poloviny roku 1983 také sám pokračoval v uvádění programů na TROS, jako například Hugo van Gelderen Show s holandskou Top 10 a Popkontakt.
V písni Veronica sorry z roku 1974 od Petera a jeho raket byl zmíněn křestním jménem ve větě: „And Theo, Ad and Hugo and the rest of three“. Píseň Andrého Hazese Osamělé Vánoce v roce 1976 byla někdy přehrána dvakrát nebo třikrát ráno van Gelderenem, což Hazesovi oznámilo širokou veřejnost. .
Pracoval jako fotograf pro fotografickou tiskovou agenturu Anefo. Úložiště Wikimedia Commons obsahuje téměř 1700 reportážních a portrétních fotografií autora pod volnou licencí.
Zemřel 14. listopadu 1995 ve věku 53 let.

## Galerie

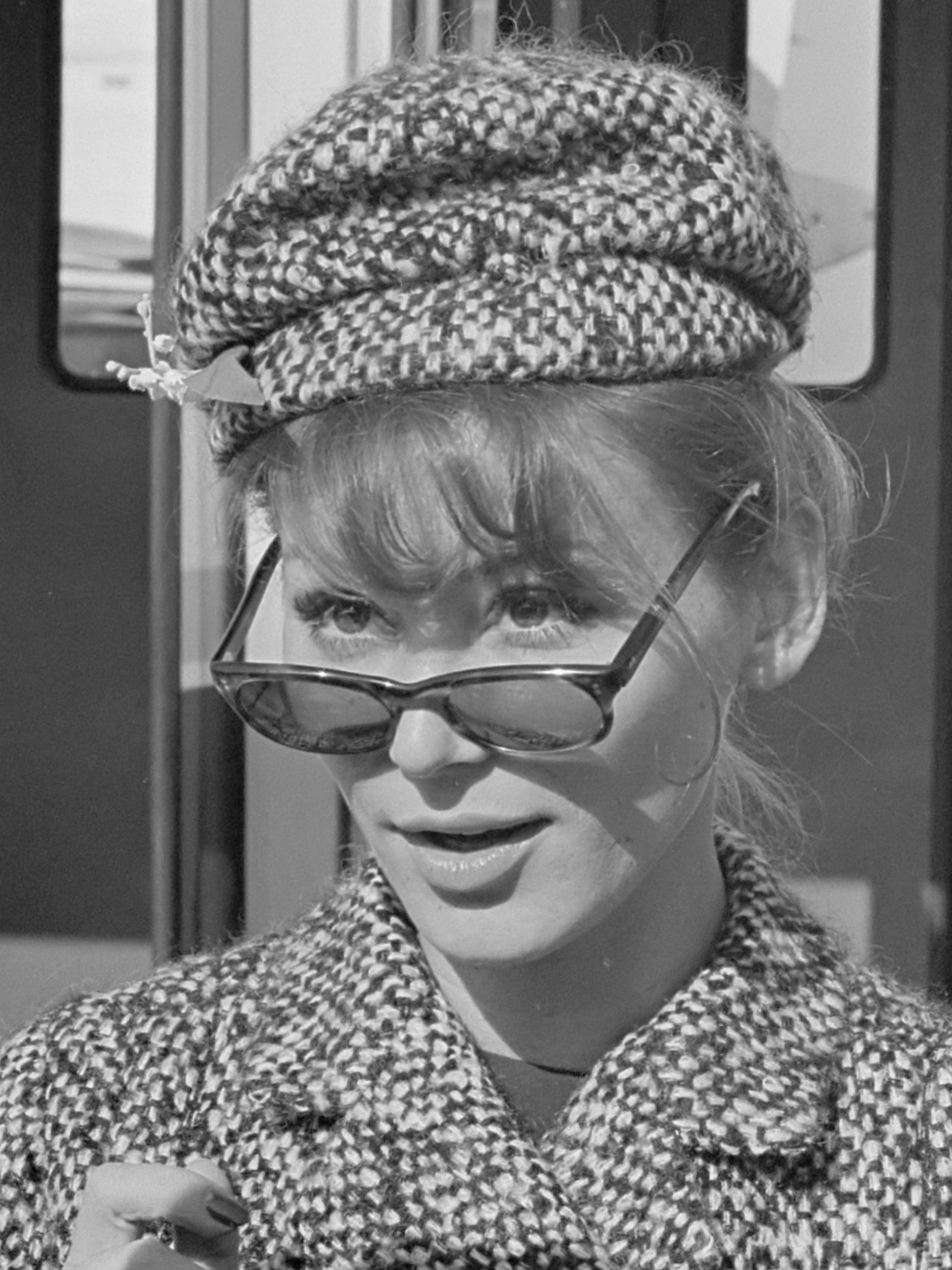
Irina Demick (1962)
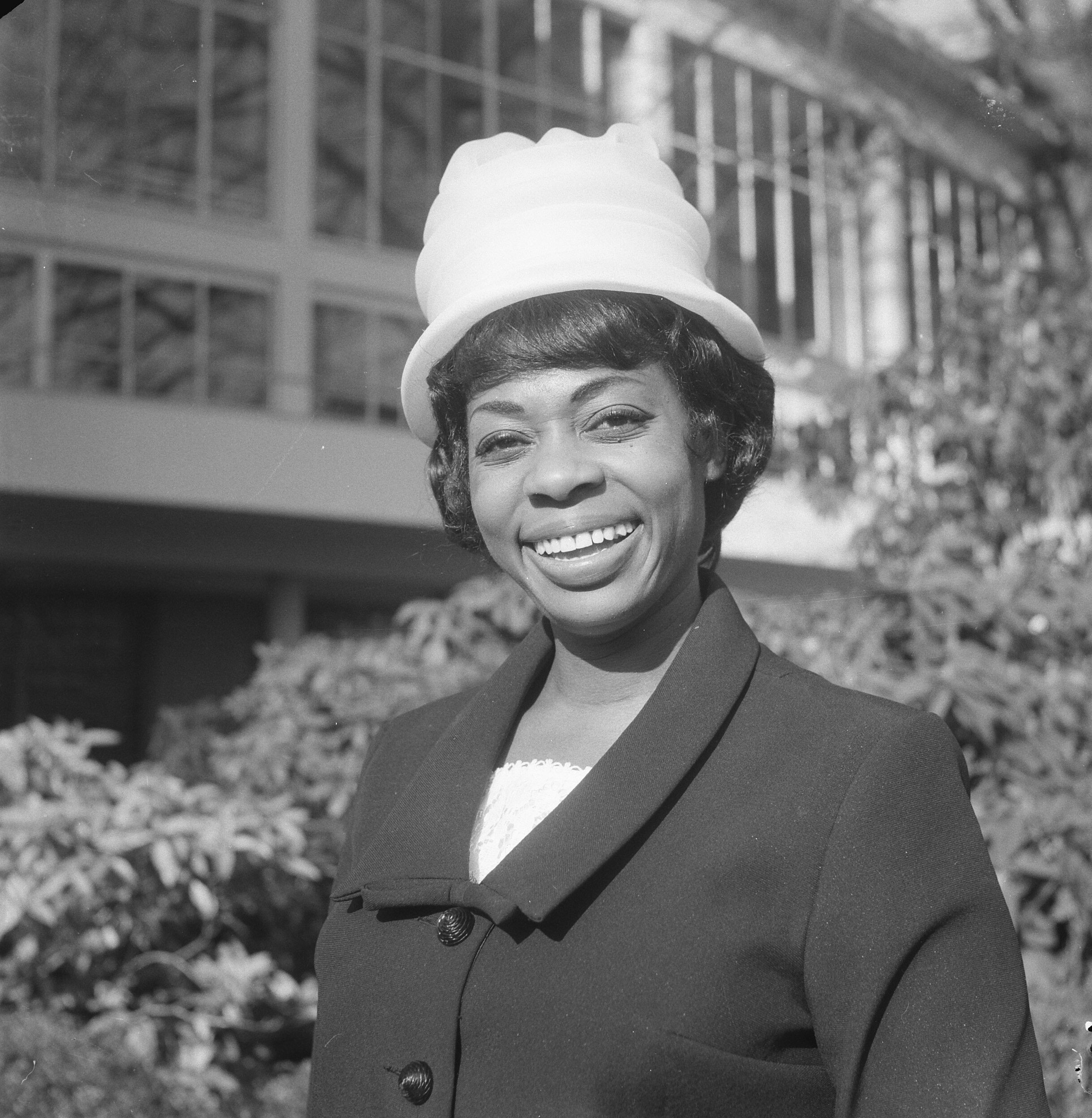
Amerikaans-Belgische jazz-zangers in Kijk de Rijk Show, Donna Higtower na de pe
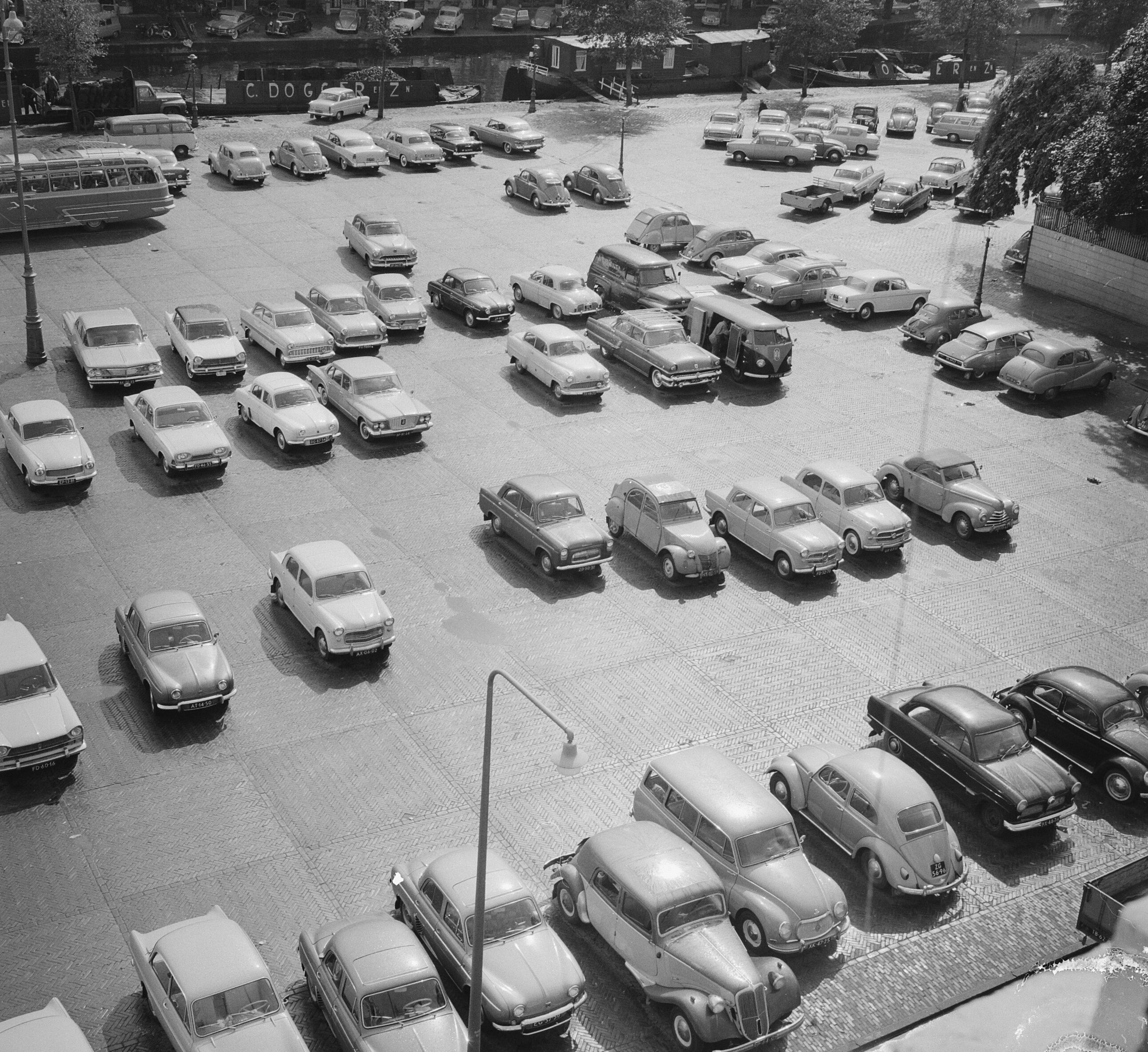
Autos op het Amstelveld
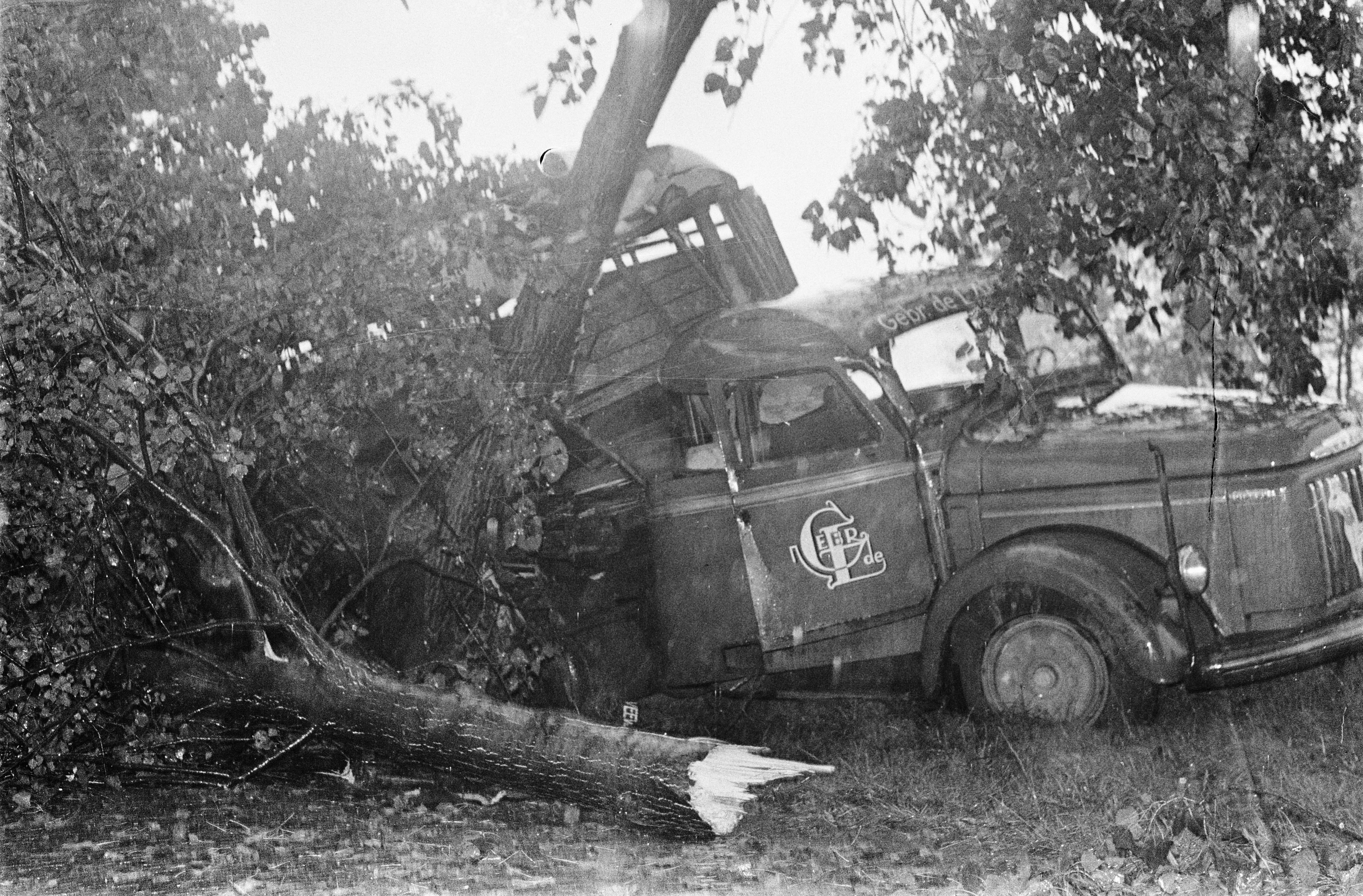
Auto-ongeluk op Leeuwarderweg De totaal vernielde veewagen
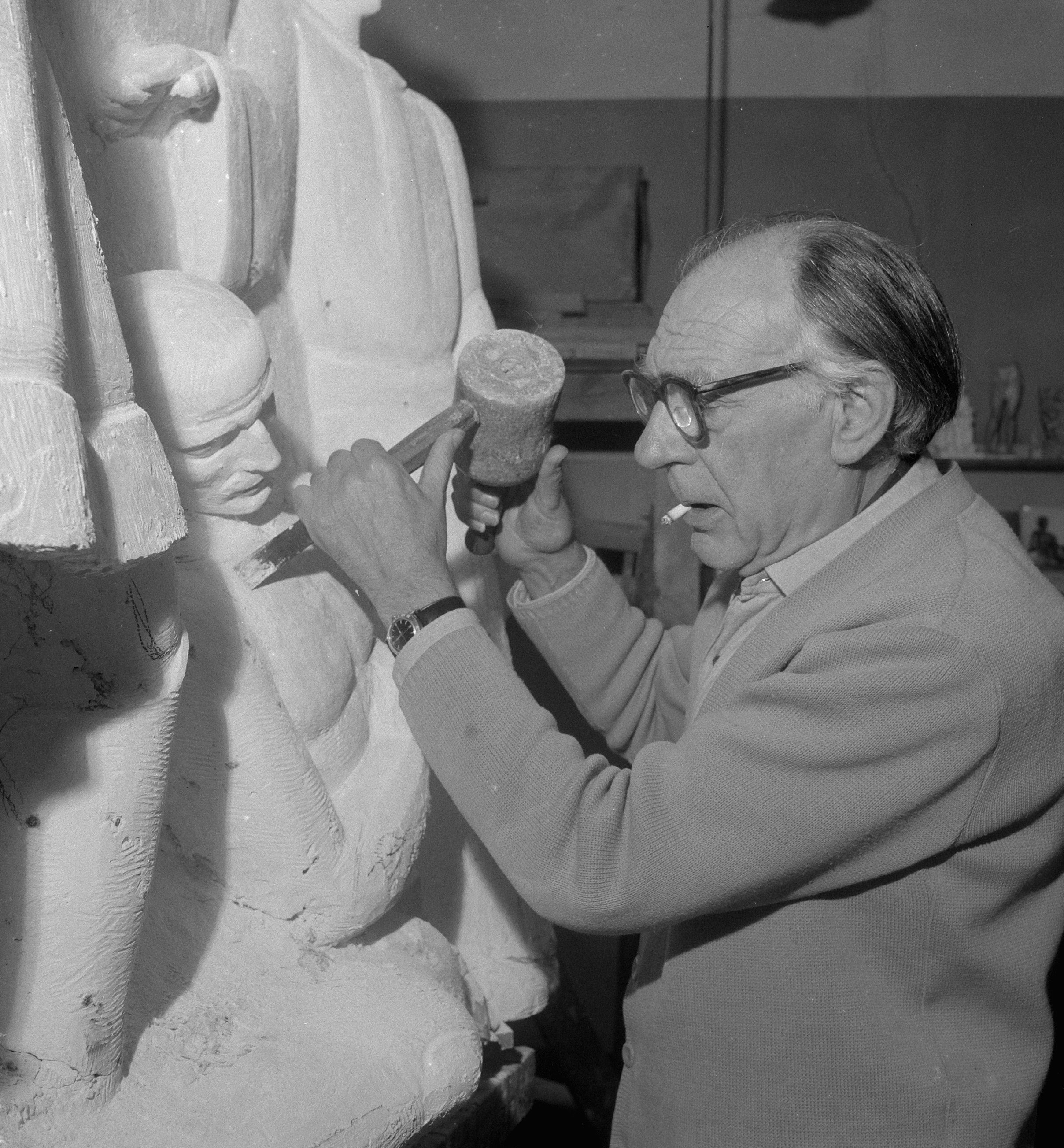
Beeldhouwer Johan Polet wordt 70 jaar, aan werkstuk (relief)
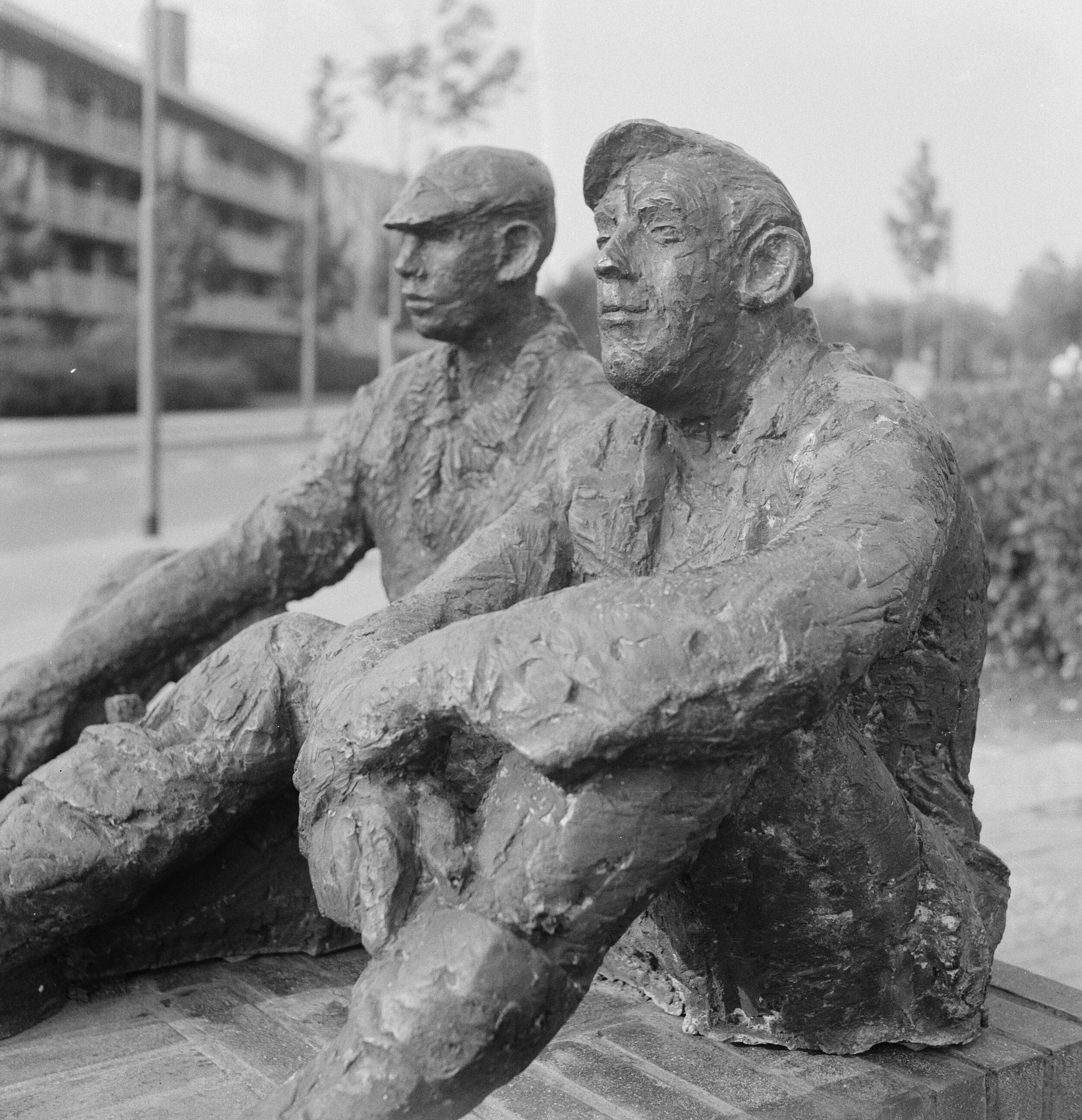
Beeldje van Bayens, schaftende arbeiders
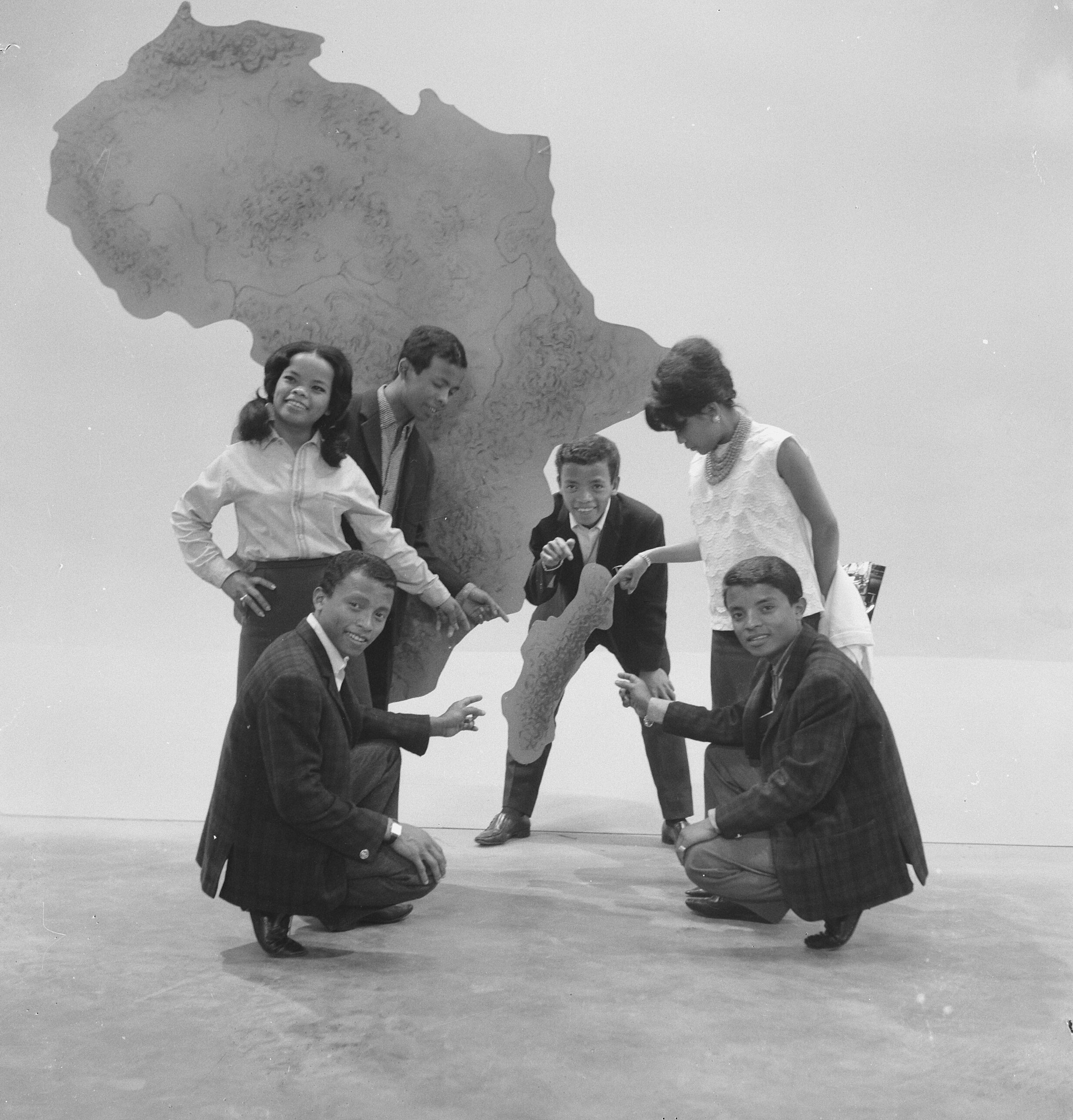
Les Surfs voor Nederlandse televisie, hier wijzen zij hun geboorteland aan tijde